# 72 pr. n. št.
72 pr. n. št. je bilo leto predjulijanskega rimskega koledarja.
Oznaka 72 pr. Kr. oz. 72 AC (Ante Christum, »pred Kristusom«), zdaj posodobljeno v 72 pr. n. št., se uporablja od srednjega veka, ko se je uveljavilo številčenje po sistemu Anno Domini.

## Dogodki
- Gladiator Spartak premaga konzula Gneja Kornelija Lentula Klodiana na toskansko-emilijskih Apeninih.
- Kvint Sertorij zahrbtno ubije svojega vojaka: tako se konča upor, ki se je začel leta 80 pr. n. št. za neodvisnost Luzitanije.

## Smrti
- Kriks, galski vojskovodja
- Mark Perperna Vejent, rimski politik in vojak
- Kvint Sertorij, rimski politik in vojak (r. 126 pr. n. št.)